# ولا كلمة
ولا كلمة ( 12 سنتمبر 2007 - 20 ستنمبر 2009 -) هو برنامج تلفزيوني كويتي عرض على 3 أجزاء بدأ في 2007 وانتهى في 2009 أخرجه يعقوب المهنا عرض على قناة فنون.هو برنامج مسابقات لم يكن هناك اختلاف في أجزاءه كثيرا قدمه محمد طاحون في الجزء الأول.في الأجزاء الثلاثة كانو يدعون ممثلين أو مذيعين أو مخريجين لكن أقيم جزء رابع فرعي اشتمل ناس غير معروفين للمذي محمد المعرفي.

## طريقة اللعب
اللعب يكون بين فريقين الواحد متكون من أربعة أشخاص أحدهم رئيس فيجلس الفريقين على طاولتين متقابلتين وسطهما مركز اللعب يبدأون اللاعبين باللعب بالترتيب وبالدور :يقوم الرئيس الفريق الأول ثم رئيس الثاني ثم اللاعب الثاني من الفريق الأول ثم اللاعب الثاني للفريق الثاني.. وهكذا.تقوم على جولتين حيث يمكن للاعب الواحد أن يلعب مرتين ويمكن الإطالة إذا رأى المذيع أن هناك وقت.

### القواعد
يقوم اللاعب ويذهب للمذيع فيريه المذيع فيلما أو مسلسلا أو أغنية أو مسرحية ويريه إن كان حديثًا أو قديمًا. ثم يواجه فريقه ويبدأ الوقت فلا يتكلم أو يحرك فمه بل يعلم فريقه ماهو فإذا تكلم يعاقب ويبدأ دور الفريق الثاني، فيجب أن يعلم فريقه بلغة الإشارة وهناك إشارات خاصة لكل شيء إلا اسم المسلسل أو الفيلم أو المسرحية أو الأغنية.فإن عرفه الفريق يحصل على نقطة وتبقى نتيجته إذا لم يعرفه الفريق قبل الوقت المحدد الذي هو دقيقتان يبدأ دور الفريق الثاني فورًا.

### الإشارات

#### نوعية البرنامج
مسلسل:يحرك يده اللاعب كأنه يقطع شيأ دليل على انقطاع الحلقات كونه مسلسل.
فيلم:يحرك يده كأنه إصطاد شيأ من البحر دليل على التواصل وعدم انقطاعه كونه فيلم.
مسرحية:يسحب يده من فوق لتحت على شكل 8 كأنه يشكل ستار المسرح.
أغنية:يشير إلى ذقنه كأنه يمسك ميكروفون كأنه يغني.

#### الجنسية
إذا أشار إلى رأسه كأنه يربط غترة يكون خليجي وإذا رقص على جنب يكون سوري أو شامي وإذا أشار وكأنه يطبل فإنه مصري.

#### الزمن وأخرى
إذا أشار إلى الوراء فإنه قديم أو إلى تحت فإنه حديث أو يحرك يديه كأنه يقول نصف بالنصف فإنه ليس حديثا ولاقديما.
أيضا يمكن للاعب أن يرفع عدد من أصابعه ليعبر عن عدد الكلمات.

### وسائل المساعدة
قد ييأس الفريق دون أن يعرف ماهو فيصرخ الرئيس قبل أنتهاء الوقت طلبا للمساعدة من المذيع.وقد اختلفت وسائل المساعدة عبر الأجزاء الثلاثة ففي الموسم الأول كانت المساعدة الجوكر وهو ثلاث بطاقات ملونة بالأحمر والأخضر والأصفر يخفيهما في صندوق صغير ثم يسحب اللاعب بطاقة معتمدا على الحظ فإذا حصل البطاقة الحمراء يخسر نقطة وينتهي دوره ويكسب نقطة إذا حصل على الخضراء فينتهي دوره ولكن إذا حصل على البطاقة الصفراء فإن السؤال يتغير ويعاود دوره من جديد.
أما في الموسم الثاني فكان يتغير السؤال مباشرة ويعطي المذيع اللاعب شيئا ليساعده في لغة الإشارة وتعليم فريقه.
بينما في الموسم الثالث فإن هناك عجلة مقسمة إلى 6 أقسام مكتوب عليها الأرقام من 1-6 فيديرها المذيع ويوجه سهم على أحد الأرقام التي عندما تقف العجلة عن الدوران فإن المذيع يأخذ الرقم الذي وقع السهم عليه ويتوجه إلى بطاقاته الستة ليرى ما فيها من حصول اللاعب على نقطة أو عقوبة أو لاشيئ وأخرى.
لا يمكن للفريق إلا أن يطلب مساعدة واحدة.

### الإستراتيجية
بسرعة يعلم اللاعب على ماهو النوع ثم عدد الكلمات ثم جنسيته ثم زمنه ثم يباشر بالتمثيل ليعرف فريقه وقد يحتاج إلى تعليم عدد الحروف وماهي رغم صعوبة تعريف الحرف.

## الاختلافات في الأجزاء
- المذيع أو المقدم: محمد طاحون ثم مشعل الشايع ثم مشعل المعرفي
- وسائل المساعدة: الجوكر ثم شيء يساعد اللاعب ثم العجلة
- العقوبة: تغطية عين اللاعب وأذنه ثم السجن ثم السجن

## الجوائز
لم تكن هناك جوائز كبيرة فقد كان هدف البرنامج التواصل لكن كانت تقدم جوائز رمزية بسيطة ذكرى ككوبونات أو حجوز أو أخرى فهذه اجوائز للفريقين سوى كان الفريق خاسرا أم فائزا

## ولا كلمة أطفال
أخرجه محمد الحداد في 2009 وكانت فكرته أن تقوم المسابقة بين الأطفال قدمته سوسن الهارون